# 오야시라즈

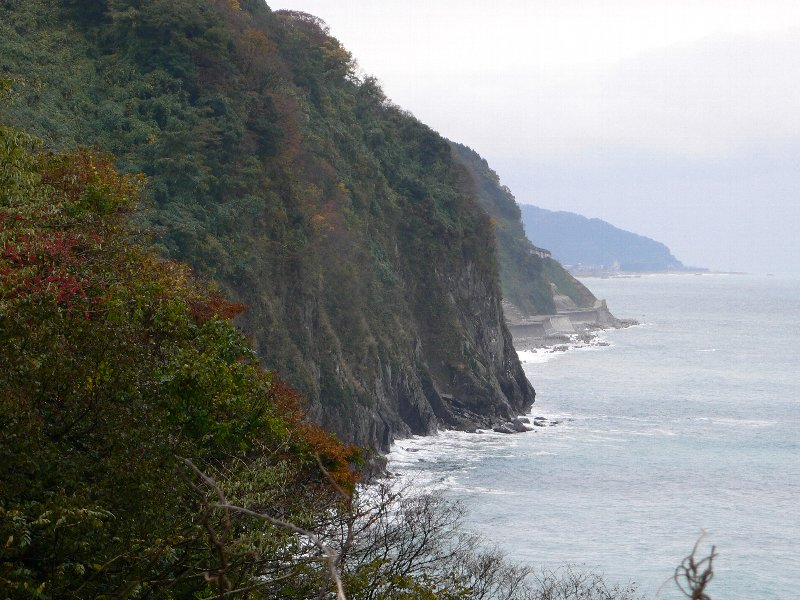
오야시라즈의 천험 절벽

오야시라즈(일본어: 親不知)는 일본 니가타현과 도야마현의 경계에 위치한 연이은 절벽 지대를 말한다. 오야시라즈(親不知)와 고시라즈(子不知)로 나뉘지만, 이 둘을 총칭하는 말도 오야시라즈이다.

## 생성
이토이가와-시즈오카 구조선의 동해측의 접한다. 니가타현 이토이가와시의 서단과 도야마현과의 경계지대에 위치하며, 절벽은 히다산맥의 북측이 동해로 떨어져 생겨났다.

## 명칭의 유래
‘오야시라즈’(부모를 잊음)의 유래는 여러 설이 있다. 일설로는 낭떠러지와 파도가 험해, 부모는 아이를, 아이는 부모를 돌아볼 수 없을 정도의 험한 길이라서 이러한 명칭이 붙었다고 한다.

## 같이 보기
- 오야시라즈역 (에치고토키메키 철도 니혼카이 히스이 라인)
- 오야시라즈 나들목 (호쿠리쿠 자동차도)
- 오야시라즈 맥주공원 휴게소 (국도 제8호선)
- 이토이가와-시즈오카 구조선
- 중앙 지구대 (일본)
- 유이 정 (태평양측의 오야시라즈)